# Monte Echia

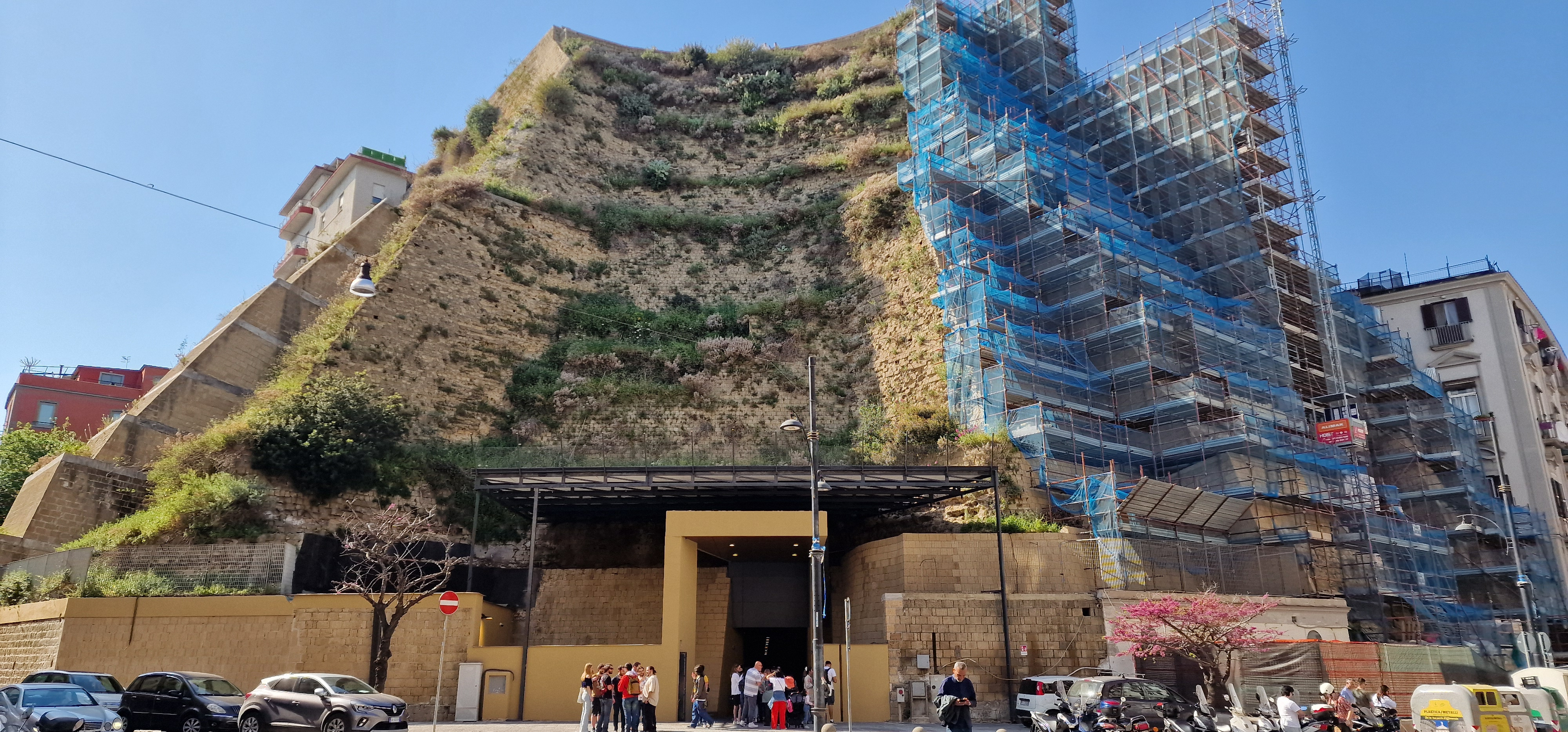
El Monte Echia desde la Vía Santa Lucía.

El Monte Echia es una colina rocosa de tufo amarillo situada en la zona de Pizzofalcone, en el barrio San Ferdinando de Nápoles, Italia. Este promontorio se encuentra en el Golfo de Nápoles, entre el Borgo Santa Lucia al este y Chiaia al oeste, y domina el islote de Megaride al sur. Sobre él los cumanos fundaron en el tercer cuarto del siglo VIII a. C. Parténope.

## Etimología
El promontorio era llamado antiguamente Euple o Emple por Euplea del poeta cómico Estacio. Posteriormente el nombre se transformó lentamente en Epla, Hecle, Ecla, Echa, para convertirse finalmente en la actual Echia. Algunos estudiosos creen que el nombre procede de Hercli (Hércules), otros del nombre de la ninfa Egle.

## Historia

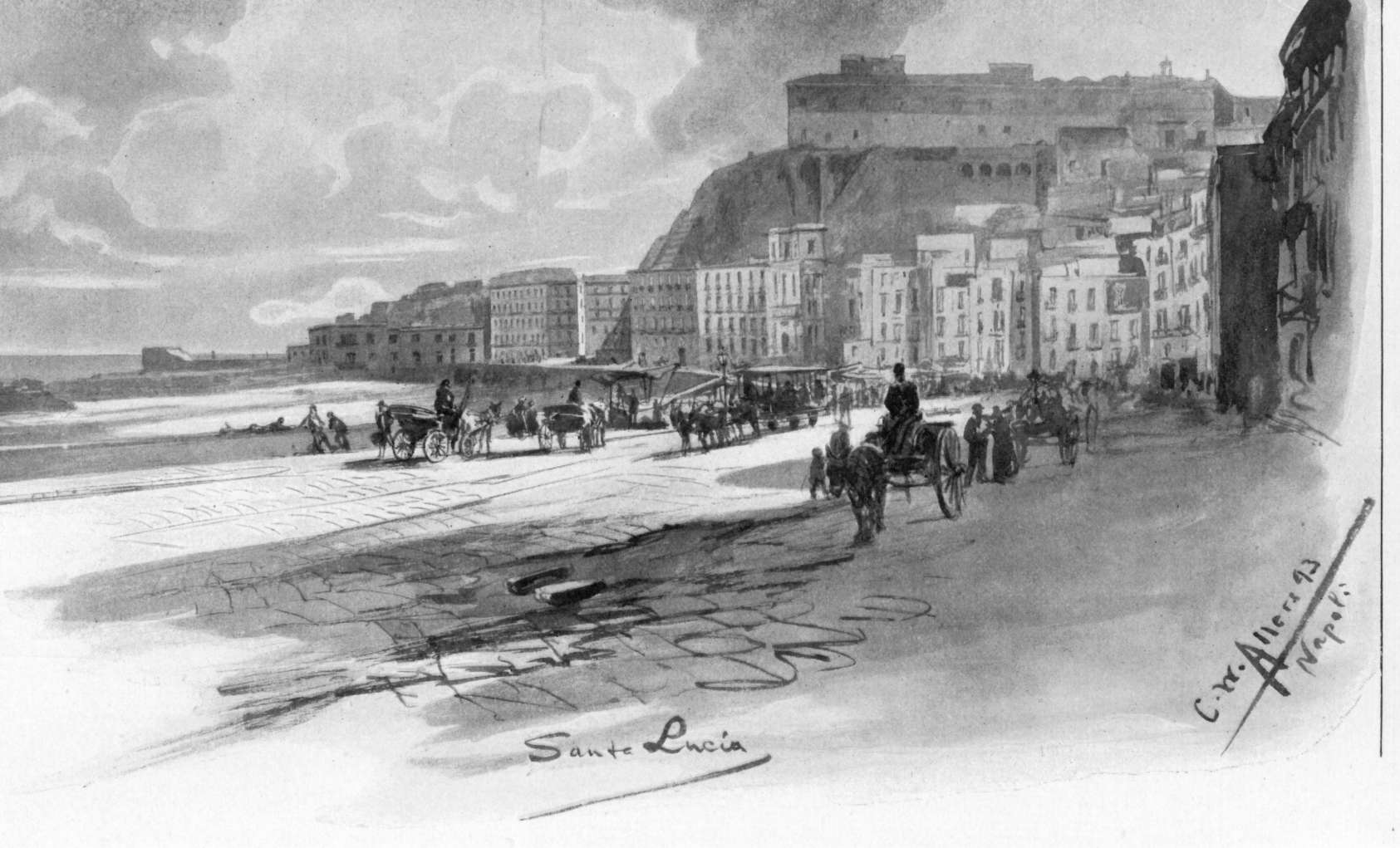
Vista del Monte Echia desde el Borgo di Santa Lucia en una imagen de finales del.

Parténope estaba conectada con la playa y el puerto por una sola calle de acceso. Englobado en el castrum lucullanum (villa de Lúculo que se extendía hasta el islote de Megaride) en la edad imperial, albergó los famosos jardines de Lúculo, llenos de plantas exóticas y especies de aves raras.
El antiguo nombre del monte, Platamon (conservado en el topónimo de la calle que discurre por su base, Via Chiatamone), significa «roca excavada por cuevas». En el interior del Monte Echia se abren innumerables cavidades, habitadas desde la Prehistoria hasta la edad clásica. Posteriormente se convirtieron en sede de ritos mitraístas, de cenobitas en la Edad Media y de orgías en el siglo XVI. Estas últimas provocaron un escándalo enorme e hicieron que el virrey Pedro de Toledo ordenara su obstrucción.

## Monumentos y lugares de interés

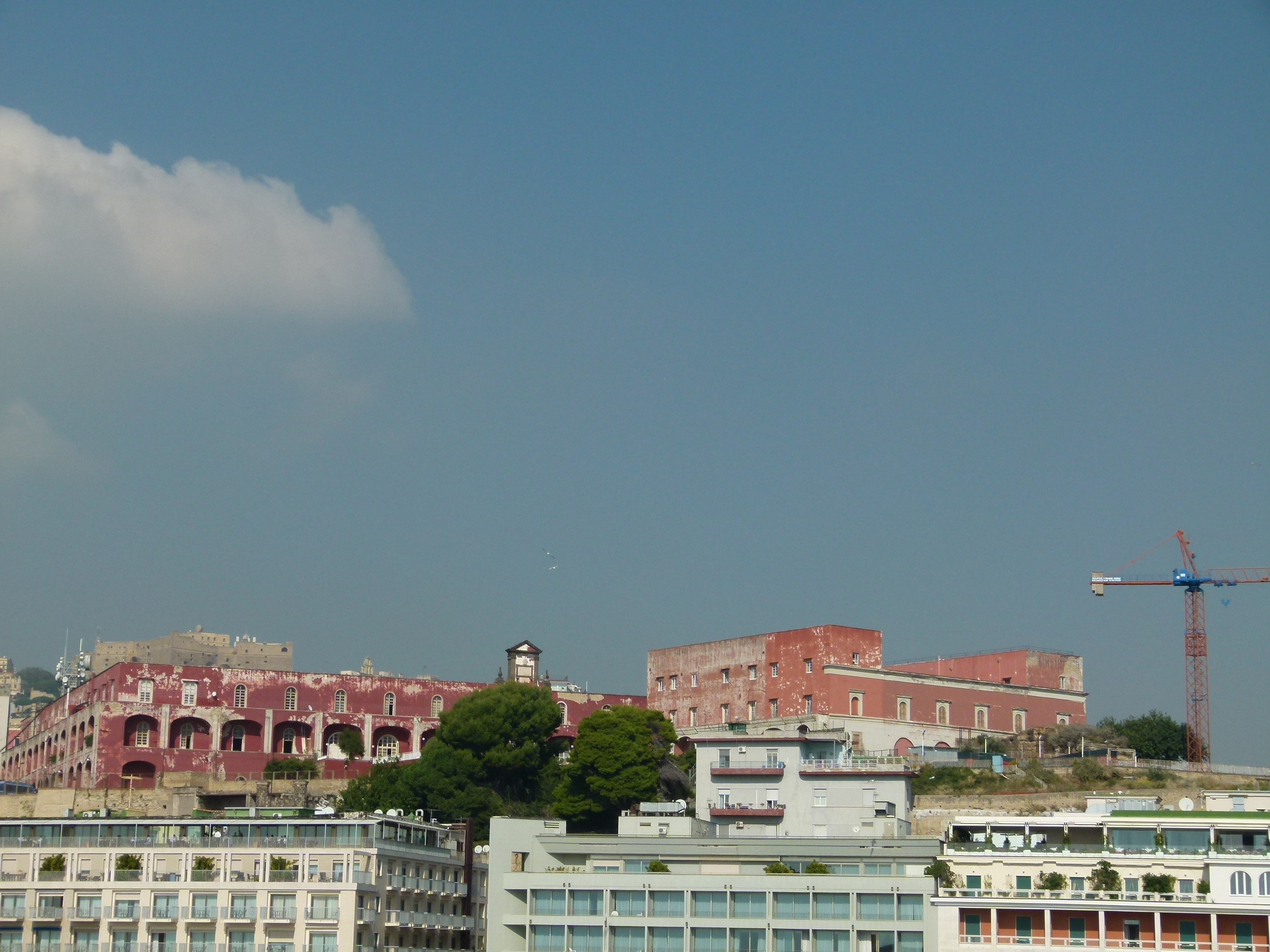
El mirador del Monte Echia con el Gran Quartiere di Pizzofalcone a la izquierda y el Palazzo Carafa di Santa Severina a la derecha.

El sitio arqueológico del Monte Echia se caracteriza por algunos restos de la gran Villa de Licinio Lúculo. Al lado de la Villa hay un magnífico mirador que ofrece una de las vistas más bellas y características de Nápoles y su golfo. El horizonte abarca 360°, desde la colina de Capodimonte al norte, al Vesubio al este, a la Península Sorrentina y Capri al sur y a Posillipo al oeste. Actualmente el mirador está en fase de remodelación. En el marco de estas obras se está realizando el ascensor de Santa Lucía (con apertura prevista en enero de 2013), que permitirá una conexión rápida con el Borgo Santa Lucia y el Borgo Marinari. Actualmente esta conexión la garantizan las rampas de Pizzofalcone, a lo largo de las cuales se puede admirar la Villa Ebe, obra del arquitecto napolitano de origen escocés Lamont Young.
Detrás del mirador, en la parte oriental del Monte Echia, se sitúan el Palazzo Carafa di Santa Severina y la Iglesia de la Immacolatella a Pizzofalcone, primeros asentamientos urbanos de la zona, que datan de principios del siglo XVI. El otro edificio, en el lado suroeste, es el Gran Quartiere di Pizzofalcone, actualmente cuartel de la Polizia di Stato Ninio Bixio, construido, en época española, al mismo tiempo de la militarización de la colina de Pizzofalcone.

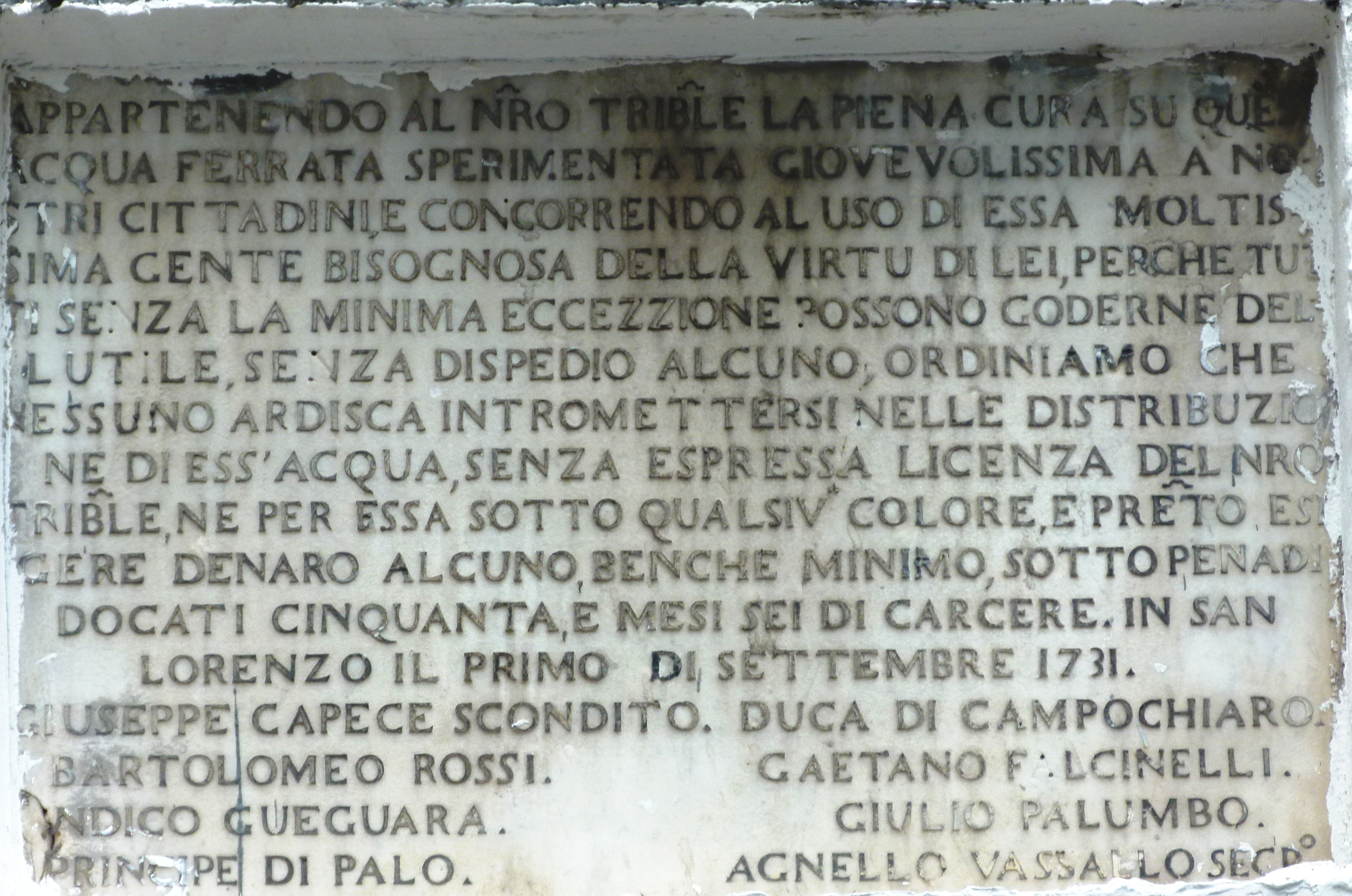
Placa del edicto que dona al pueblo la fuente del acqua ferrata, 1731, Via Chiatamone.

En este monte tenía su origen la fuente de agua volcánica bicarbonato-alcalino-ferruginosa, conocida antiguamente por los napolitanos como acqua zuffregna o acqua ferrata. Por el nombre de las ánforas (las mummarelle) utilizadas para recoger y vender a los bancos de la ciudad, esta agua también se llamaba acqua di mummare.
La fuente fue cerrada a principios de los años setenta a causa de temores de contaminación por la epidemia de cólera, para ser restituida posteriormente a los napolitanos, tras 27 años y numerosos controles, por medio de cuatro fuentes situadas en la Via Riccardo Filangieri di Candida Gonzaga, cerca del Palacio Real. Otra fuente, donada en 1731 al pueblo del Borgo Santa Lucia, situada en la Via Chiatamone, está todavía cerrada.